# فرانك ليستير
فرانك ليستير (بالإنجليزية: Frank Lester)‏ (1 يناير 1870 في المملكة المتحدة - ) هو لاعب كرة قدم بريطاني (وحمل سابقاً جنسية المملكة المتحدة لبريطانيا العظمى وأيرلندا) في مركز الظهير. لعب مع برمنغهام سيتي ونادي والسول.